# 3. ваздухопловна команда
3. ваздухопловна команда била је здружена јединица Ратног ваздухопловства Југословенске народне армије. Настала је преформирањем 39. ваздухопловне ловачко-бомбардерске дивизије у складу са новом организацијом Ратног ваздухопловства према плану Дрвар 27. јуна 1959. године. У њеном саставу су биле јединице на аеродромима Ниш и Скопски Петровац.
Према плану реорганизације Ратног ваздухопловства Дрвар 2 је расформирана а њене јединице су ушле у састав 1. ваздухопловног корпуса 2. маја 1964. године.

## Организација

### Потчињене јединице
Авијацијске јединице
- 94. ловачки авијацијски пук
- 81. ловачко-бомбардерски авијацијски пук
- 198. ловачко-бомбардерски авијацијски пук
- 107. ловачко-бомбардерски авијацијски пук
- 116. ловачко-бомбардерски авијацијски пук (до 1960)
  - Ескадрила за везу 3. ваздухопловне команде (до 1961)[2]
  - Ваздухопловна ескадрила лаке борбене авијације 3. ваздухопловне команде (од 1961. 461. ескадрила лаке борбене авијације)[3]

Ваздухопловно-техничке јединице
- 161. ваздухопловна база
- 166. ваздухопловна база

Јединице везе
- 103. батаљон везе

## Командант
- пуковник Душан Влаисављевић